# Saison 2017 de la Ligue canadienne de football
Navigation
2016 2018
2017 est la 60e saison de la Ligue canadienne de football et la 132e saison depuis la fondation de la Canadian Rugby Football Union en 1884.

## Événements
Les Roughriders de la Saskatchewan emménagent au nouveau stade Mosaic, situé à proximité de l'ancien stade qui portait le même nom.
Le commissaire de la LCF Jeffrey Orridge (en) quitte son poste avec l'accord du Bureau des gouverneurs de la ligue. Son successeur, Randy Ambrosie (en), prend son poste le 4 juillet.
Les changements suivants aux règlements sont approuvés par la ligue pour 2017 :
- Une équipe doit encore avoir droit à un arrêt de jeu pour contester un jeu. De plus, toute contestation faite avant les trois dernières minutes d'un match et perdue fait perdre un arrêt de jeu à l'équipe.
- Lors d'une pause commerciale, un entraîneur doit déposer une contestation du jeu précédent durant les premières 30 secondes de la pause. Auparavant il pouvait attendre la fin de celle-ci.
- Dans certaines situations, l'officiel chargé des reprises vidéo au centre de contrôle de la ligue peut corriger des erreurs en changeant une pénalité ou en en imposant une nouvelle lorsqu'un arbitre a lancé son mouchoir.
- Il n'est plus permis à une équipe de tenter le jeu truqué qui consiste, sur un botté de l'adversaire, à faire entrer un joueur sur le terrain à la dernière seconde et à le cacher près de la ligne de côté, devant le banc de son équipe, afin de lui envoyer une passe latérale après la réception du botté.
- Plusieurs pénalités pour blocage illégal plus bas que la ceinture lors de bottés sont maintenant passibles de 15 verges (yards en Europe) de pénalité pour rudesse excessive plutôt que 10 verges.

## Classements
| Clt   | Équipe                 | PJ | V | D  | N | BP  | BC  | Pts |
| ----- | ---------------------- | -- | - | -- | - | --- | --- | --- |
| +001, | Argonauts de Toronto   | 18 | 9 | 9  | 0 | 482 | 456 | 18  |
| +002, | Rouge et Noir d'Ottawa | 18 | 8 | 9  | 1 | 495 | 452 | 17  |
| +003, | Tiger-Cats de Hamilton | 18 | 6 | 12 | 0 | 443 | 545 | 12  |
| +004, | Alouettes de Montréal  | 18 | 3 | 15 | 0 | 314 | 580 | 6   |

| Clt   | Équipe                           | PJ | V  | D  | N | BP  | BC  | Pts |
| ----- | -------------------------------- | -- | -- | -- | - | --- | --- | --- |
| +001, | Stampeders de Calgary            | 18 | 13 | 4  | 1 | 523 | 349 | 27  |
| +002, | Blue Bombers de Winnipeg         | 18 | 12 | 6  | 0 | 554 | 492 | 24  |
| +003, | Eskimos d'Edmonton               | 18 | 12 | 6  | 0 | 510 | 495 | 24  |
| +004, | Roughriders de la Saskatchewan   | 18 | 10 | 8  | 0 | 510 | 430 | 20  |
| +004, | Lions de la Colombie-Britannique | 18 | 7  | 11 | 0 | 469 | 501 | 14  |

## Séries éliminatoires

### Demi-finale de la division Ouest
- 12 novembre : Eskimos d'Edmonton 39 - Blue Bombers de Winnipeg 32

### Finale de la division Ouest
- 19 novembre : Eskimos d'Edmonton 28 - Stampeders de Calgary 32

### Demi-finale de la division Est
- 12 novembre : Roughriders de la Saskatchewan 31 - Rouge et Noir d'Ottawa 20

### Finale de la division Est
- 19 novembre : Roughriders de la Saskatchewan 21 - Argonauts de Toronto 25

### 105ecoupe Grey
- 26 novembre : Les Argonauts de Toronto gagnent 27-24 contre les Stampeders de Calgary au stade TD Place à Ottawa (Ontario).

## Honneurs individuels
- Joueur par excellence : Michael Reilly (QA), Eskimos d'Edmonton
- Joueur défensif par excellence : Alex Singleton (en) (SEC), Stampeders de Calgary
- Joueur canadien par excellence : Andrew Harris (en) (DO), Blue Bombers de Winnipeg
- Joueur de ligne offensive par excellence : Stanley Bryant (en) (BL), Blue Bombers de Winnipeg
- Recrue par excellence : James Wilder (en) (DO), Argonauts de Toronto
- Joueur des unités spéciales par excellence : Roy Finch (en) (DO), Stampeders de Calgary